# Steven Hall
Steven Hall (ur. 1975 w hrabstwie Derbyshire w Anglii) – pisarz brytyjski.
Hall jest autorem sztuk teatralnych i opowiadań. W 2007 wydał pierwszą powieść, Pożeracz myśli (The Raw Shark Texts), która otrzymała nagrodę Somerset Maugham Award za rok 2008 i ma zostać sfilmowana przez Film Four przy współpracy Blueprint Pictures i Pathé.